# 大久保忠学
大久保 忠学（おおくぼ ちゅうがく）は、江戸時代後期の旗本、大久保玄蕃知行所の8代目領主。南本所三橋に1600坪の居屋敷があり、浜町に100坪の拝領屋敷、大久保新屋敷として500坪の拝領下屋敷があった。万延元年（1860年）3月10日没。紀伊守、兵庫頭、肥後守の官名を用いた。通称、四郎左衛門、兵庫頭。

## 生涯
- 文政4年（1821年）
  - 2月21日 寄合より火事場見廻[2]
- 文政10年（1827年）
  - 8月8日 浦賀奉行[2]
- 文政13年（1830年）
  - 3月28日 甲府勤番支配[2]
- 天保5年（1834年）
  - 5月10日 小姓組番頭[2]
- 天保7年（1836年）
  - 9月20日 書院番頭[2]
- 天保13年（1842年）
  - 8月6日 大番頭[2]
- 天保14年（1843年）
  - 12月18日　思し召しにより役を免ずる[2]
- 安政2年（1855年） 寄合[2]

## 黒船来航
嘉永6年（1853年）ペリー率いる4船の軍艦が浦賀沖に来航した。同年12月、大久保は戦争に発展した場合に備え、各地の知行所に異国船御用の際に村の石高100石につき2人の人夫を大久保家の江戸屋敷に呼び寄せる旨通達した。呼び出しが無ければ1両を返却するとの条件で、人夫には逗留金として1人につき2両渡した。